# Svetlana Radzivil
Svetlana Mixaylovna Radzivil (Светлана Михайловна Радзивил; ur. 17 stycznia 1987 w Taszkencie) – uzbecka lekkoatletka specjalizująca się w skoku wzwyż.
Międzynarodową karierę zaczynała od nieudanego występu w mistrzostwach świata juniorów w 2002. Rok później była dziewiąta podczas mistrzostw świata juniorów młodszych oraz zajęła czwarte miejsce na juniorskim czempionacie Azji. W 2004 roku najpierw została wicemistrzynią Azji juniorek, a następnie uplasowała się na trzynastej lokacie juniorskich mistrzostw globu. Największe sukcesy w juniorskiej karierze odnosiła w 2006 roku – po zdobyciu srebra halowych mistrzostw Azji seniorów została następnie mistrzynią Azji juniorów oraz mistrzynią świata juniorek. Na koniec roku była siódma na igrzyskach azjatyckich. Nie udało jej się awansować do finałów najpierw igrzysk olimpijskich w Pekinie (2008), a później mistrzostw świata w Berlinie (2009). W Kantonie, jesienią 2009, zdobyła brązowy medal mistrzostw Azji, a rok później na tym samym stadionie została mistrzynią igrzysk azjatyckich. W 2013 została wicemistrzynią Azji w Pune. W 2014 zdobyła złoto halowych mistrzostw Azji oraz triumfowała na igrzyskach azjatyckich w Incheon. Mistrzyni Azji oraz dziewiąta zawodniczka mistrzostw świata w Pekinie (2015). W 2016 zdobyła swój drugi złoty medal halowego czempionatu Azji. 
Wystąpiła na Letnich Igrzyskach Olimpijskich w Rio de Janeiro. 20 sierpnia 2016 roku w finale konkursu skoku wzwyż zajęła 13. miejsce osiągając wynik 1,88 m. 
Stawała na podium mistrzostw Uzbekistanu (także w wielobojach) i reprezentowała swój kraj w meczach międzypaństwowych.
Rekordy życiowe: stadion – 1,98 (22 maja 2008, Taszkent); hala – 1,96 (16 lutego 2014, Hangzhou – rekord Uzbekistanu). Radzivil jest halową rekordzistka Uzbekistanu juniorek i byłą halową rekordzistką Azji juniorek (1,91 w 2006), a podczas mistrzostw świata juniorów w 2006 wynikiem 1,91 ustanowiła rekord kraju juniorów na stadionie.

## Osiągnięcia
| Rok  | Impreza                               | Miejsce        | Lokata            | Wynik |
| ---- | ------------------------------------- | -------------- | ----------------- | ----- |
| 2002 | Mistrzostwa świata juniorów           | Kingston       | el. – 19. miejsce | 1,70  |
| 2002 | Mistrzostwa Azji juniorów             | Bangkok        | 4. miejsce        | 1,76  |
| 2003 | Mistrzostwa świata juniorów młodszych | Sherbrooke     | 9. miejsce        | 1,75  |
| 2003 | Mistrzostwa Azji                      | Manila         | 6. miejsce        | 1,75  |
| 2004 | Mistrzostwa Azji juniorów             | Ipoh           | 2. miejsce        | 1,80  |
| 2004 | Mistrzostwa świata juniorów           | Grosseto       | 13. miejsce       | 1,75  |
| 2006 | Halowe mistrzostwa Azji               | Pattaya        | 2. miejsce        | 1,91  |
| 2006 | Mistrzostwa Azji juniorów             | Makau          | 1. miejsce        | 1,90  |
| 2006 | Mistrzostwa świata juniorów           | Pekin          | 1. miejsce        | 1,91  |
| 2006 | Igrzyska azjatyckie                   | Doha           | 7. miejsce        | 1,84  |
| 2008 | Igrzyska olimpijskie                  | Pekin          | el. – 18. miejsce | 1,89  |
| 2009 | Mistrzostwa świata                    | Berlin         | el. – 21. miejsce | 1,89  |
| 2009 | Halowe igrzyska azjatyckie            | Hanoi          | 4. miejsce        | 1,89  |
| 2009 | Mistrzostwa Azji                      | Kanton         | 3. miejsce        | 1,87  |
| 2010 | Igrzyska azjatyckie                   | Kanton         | 1. miejsce        | 1,95  |
| 2011 | Mistrzostwa Azji                      | Kobe           | 2. miejsce        | 1,92  |
| 2011 | Mistrzostwa świata                    | Daegu          | 8. miejsce        | 1,93  |
| 2012 | Halowe mistrzostwa świata             | Stambuł        | 8. miejsce        | 1,92  |
| 2012 | Igrzyska olimpijskie                  | Londyn         | 7. miejsce        | 1,97  |
| 2013 | Mistrzostwa Azji                      | Pune           | 2. miejsce        | 1,88  |
| 2014 | Halowe mistrzostwa Azji               | Hangzhou       | 1. miejsce        | 1,96  |
| 2014 | Halowe mistrzostwa świata             | Sopot          | el. – 14. miejsce | 1,88  |
| 2014 | Puchar interkontynentalny             | Marrakesz      | 4. miejsce        | 1,93  |
| 2014 | Igrzyska azjatyckie                   | Incheon        | 1. miejsce        | 1,94  |
| 2015 | Mistrzostwa Azji                      | Wuhan          | 1. miejsce        | 1,91  |
| 2015 | Mistrzostwa świata                    | Pekin          | 9. miejsce        | 1,88  |
| 2016 | Halowe mistrzostwa Azji               | Doha           | 1. miejsce        | 1,92  |
| 2016 | Igrzyska olimpijskie                  | Rio de Janeiro | 13. miejsce       | 1,88  |
| 2018 | Igrzyska azjatyckie                   | Dżakarta       | 1. miejsce        | 1,96  |
| 2018 | Puchar interkontynentalny             | Ostrawa        | 2. miejsce        | 1,95  |
| 2019 | Mistrzostwa Azji                      | Doha           | 3. miejsce        | 1,88  |
| 2019 | Mistrzostwa świata                    | Doha           | 12. miejsce       | 1,89  |
| 2021 | Igrzyska olimpijskie                  | Tokio          | el. – 20. miejsce | 1,90  |
| 2022 | Halowe mistrzostwa świata             | Belgrad        | 10. miejsce       | 1,84  |
| 2023 | Mistrzostwa Azji                      | Bangkok        | 3. miejsce        | 1,83  |
| 2023 | Igrzyska azjatyckie                   | Hangzhou       | 2. miejsce        | 1,86  |